# Naso (chi cá)
Naso là một chi cá biển thuộc họ Cá đuôi gai, gồm các loài cá có phạm vi phân bố trải rộng khắp các vùng biển thuộc Ấn Độ Dương - Thái Bình Dương; duy nhất một loài là Naso lituratus đã được phát hiện ở Đại Tây Dương, thuộc vùng biển Hoa Kỳ.

## Từ nguyên
Từ định danh của chi cá này, naso, trong tiếng Latinh có nghĩa là "cái mũi", ám chỉ chiếc sừng nhô cao trước trán ở loài Naso unicornis.

## Mô tả
Các loài Naso đều có cơ thể hình bầu dục thuôn dài, với chiều dài cơ thể dao động trong khoảng từ 40 đến 75 cm. Chiều dài lớn nhất được ghi nhận ở chi này là 100 cm, thuộc về loài Naso annulatus.
Màu sắc cơ thể thường thấy ở Naso là màu nâu, nâu xám và xanh lam xám; nhiều loài có thể nhanh chóng chuyển sang màu xanh lam nhạt trên toàn cơ thể. Nhiều loài trong chi này có một chiếc sừng ở trước trán nên các loài thuộc chi Naso này đều có tên gọi chung là cá kỳ lân; số còn lại không có sừng, hoặc xuất hiện một cục bướu ở trên mõm (và có cả ở lưng đối với một vài loài).
Điểm đặc trưng ở hầu hết các loài Naso là có 2 phiến xương nhọn chĩa ra ở mỗi bên cuống đuôi, tạo thành những chiếc ngạnh rất sắc, chỉ 2 loài Naso minor và Naso thynnoides là có duy nhất một ngạnh sắc ở mỗi bên cuống đuôi. Tất cả các loài Naso đều có một gai ở vây bụng và 3 tia vây ở vây bụng.
Thức ăn của hầu hết các loài Naso là các loại tảo. Bốn loài trong số này là Naso annulatus, Naso brevirostris, Naso hexacanthus và Naso vlamingii có thể ăn cả các loài sinh vật phù du và thủy sinh không xương sống khi chúng trưởng thành.

## Các loài
Có 20 loài được ghi nhận trong chi này:
- Naso annulatus (Quoy & Gaimard, 1825)
- Naso brachycentron (Valenciennes, 1835)
- Naso brevirostris (Cuvier, 1829)
- Naso caeruleacauda Randall, 1994
- Naso caesius Randall & Bell, 1992
- Naso elegans (Rüppell, 1829)
- Naso fageni Morrow, 1954
- Naso hexacanthus (Bleeker, 1855)
- Naso lituratus (Forster, 1801)
- Naso lopezi Herre, 1927
- Naso maculatus Randall & Struhsaker, 1981
- Naso mcdadei Johnson, 2002
- Naso minor (Smith, 1966)
- Naso reticulatus Randall, 2001
- Naso tergus Ho, Shen & Chang, 2011
- Naso thynnoides (Cuvier, 1829)
- Naso tonganus (Valenciennes, 1835)
- Naso tuberosus Lacépède, 1801
- Naso unicornis (Forsskål, 1775)
- Naso vlamingii (Valenciennes, 1835)

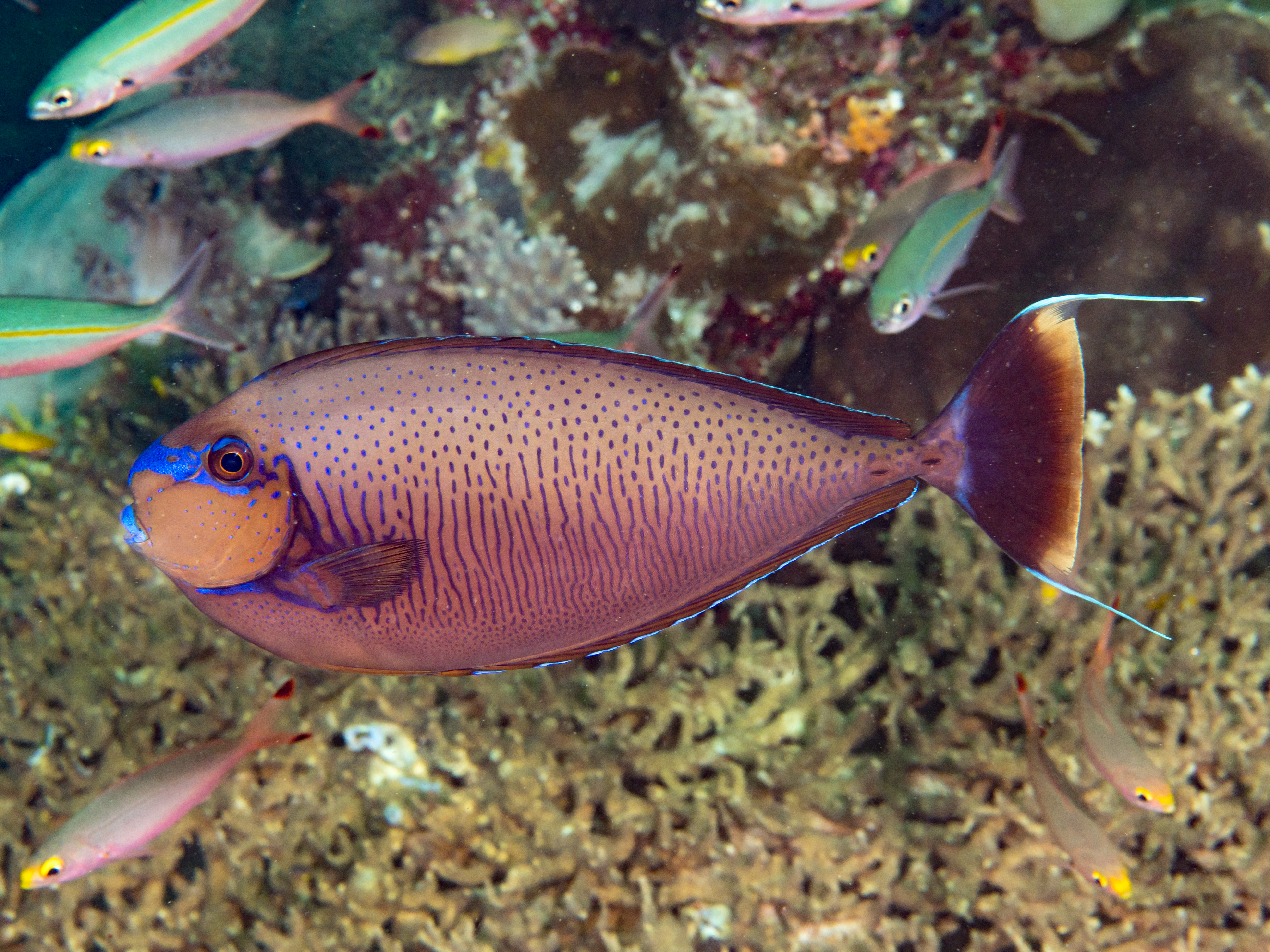
Naso vlamingii
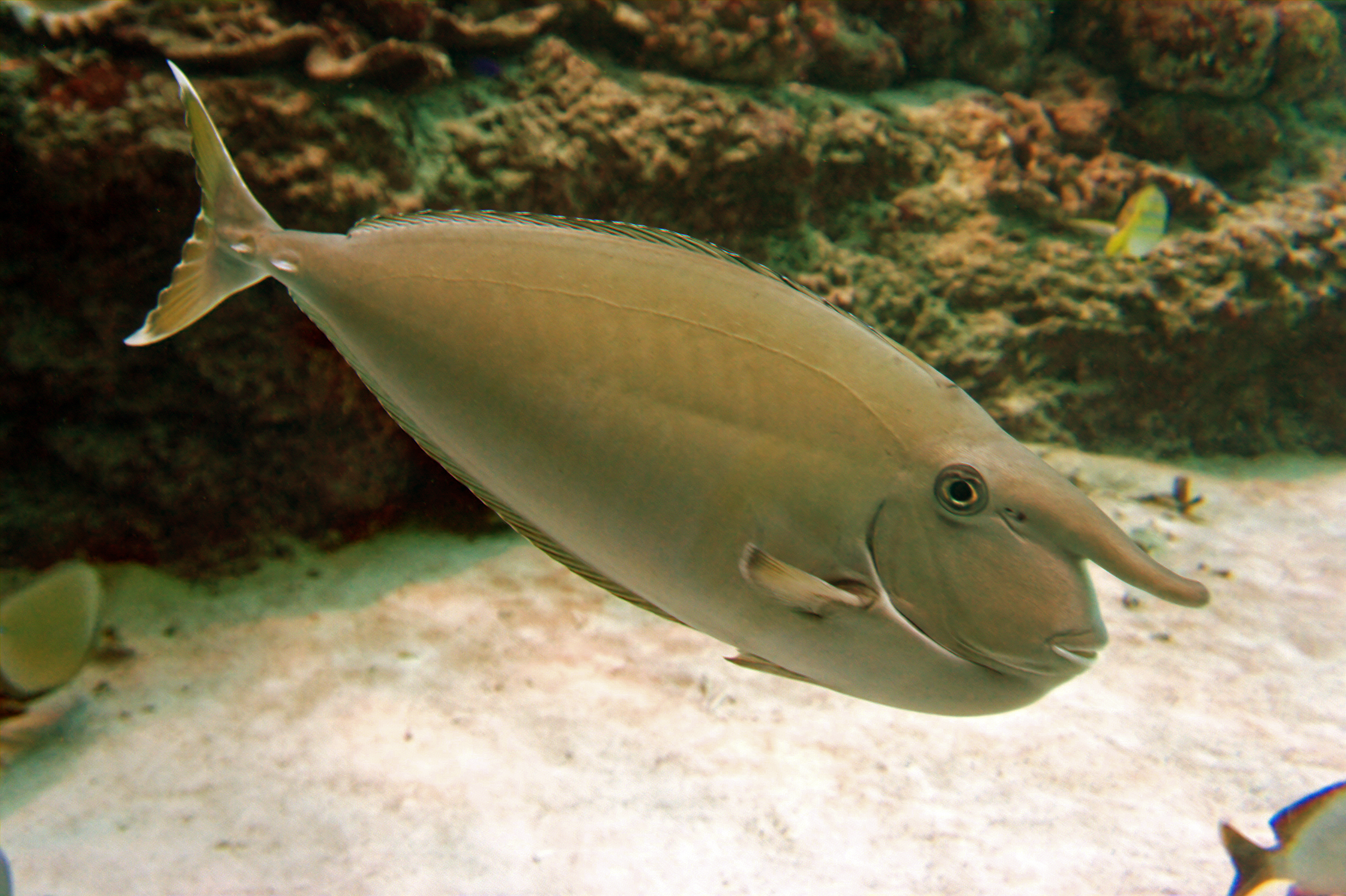
Naso annulatus
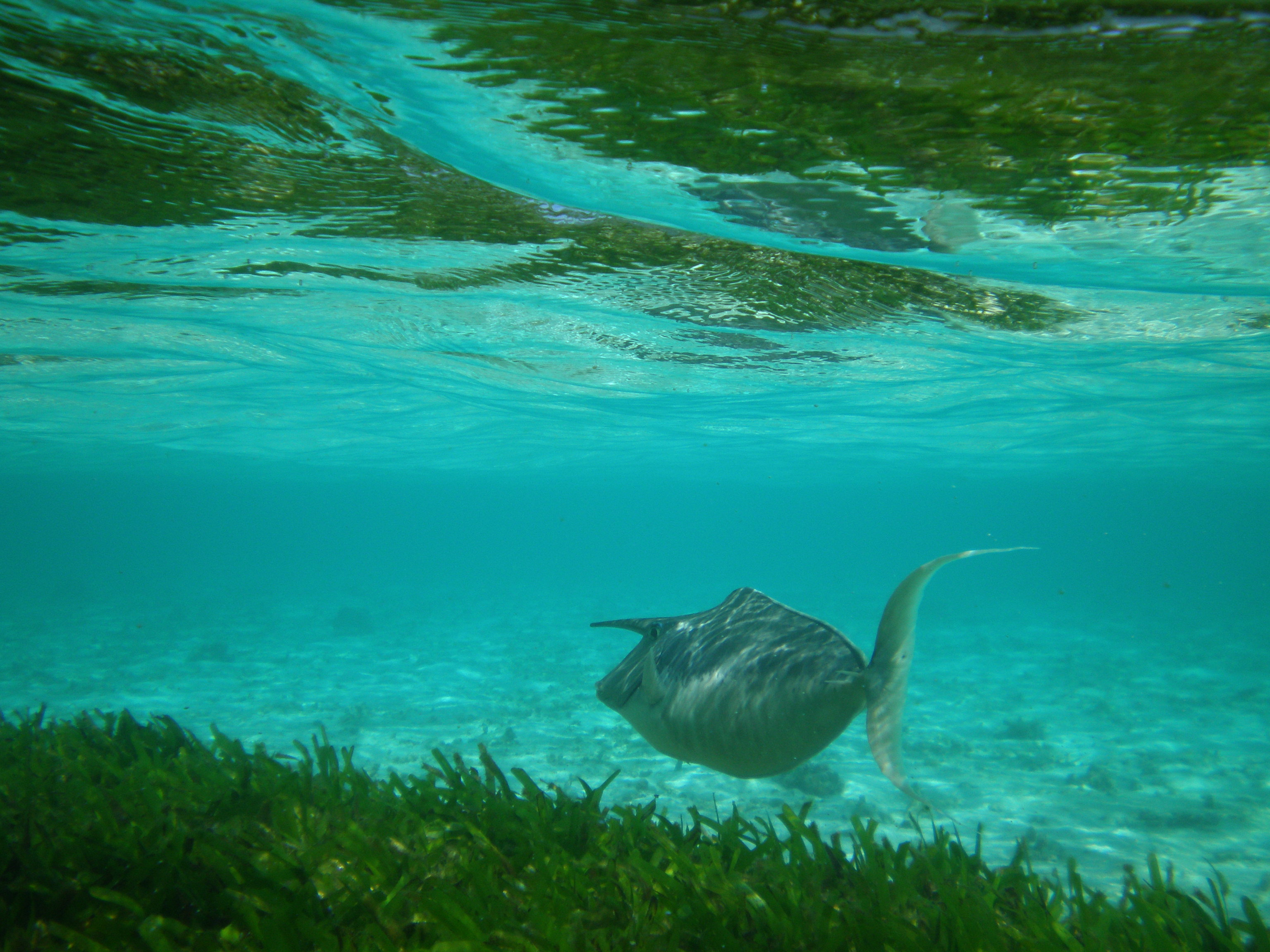
Naso brachycentron
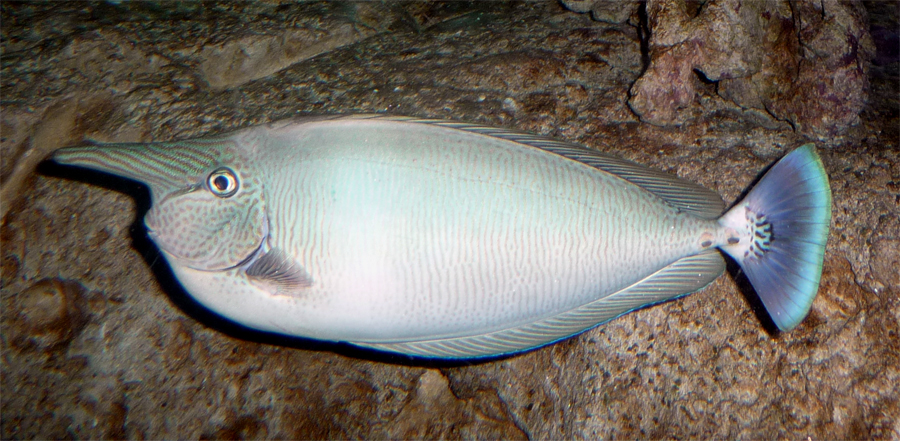
Naso brevirostris
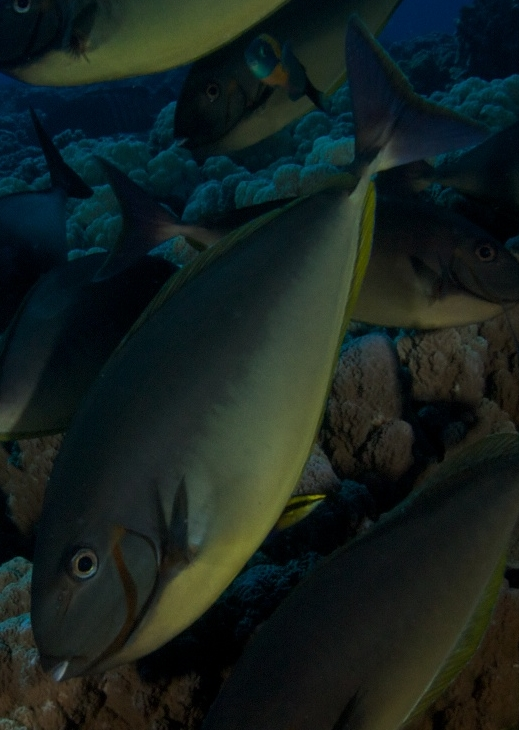
Naso caesius
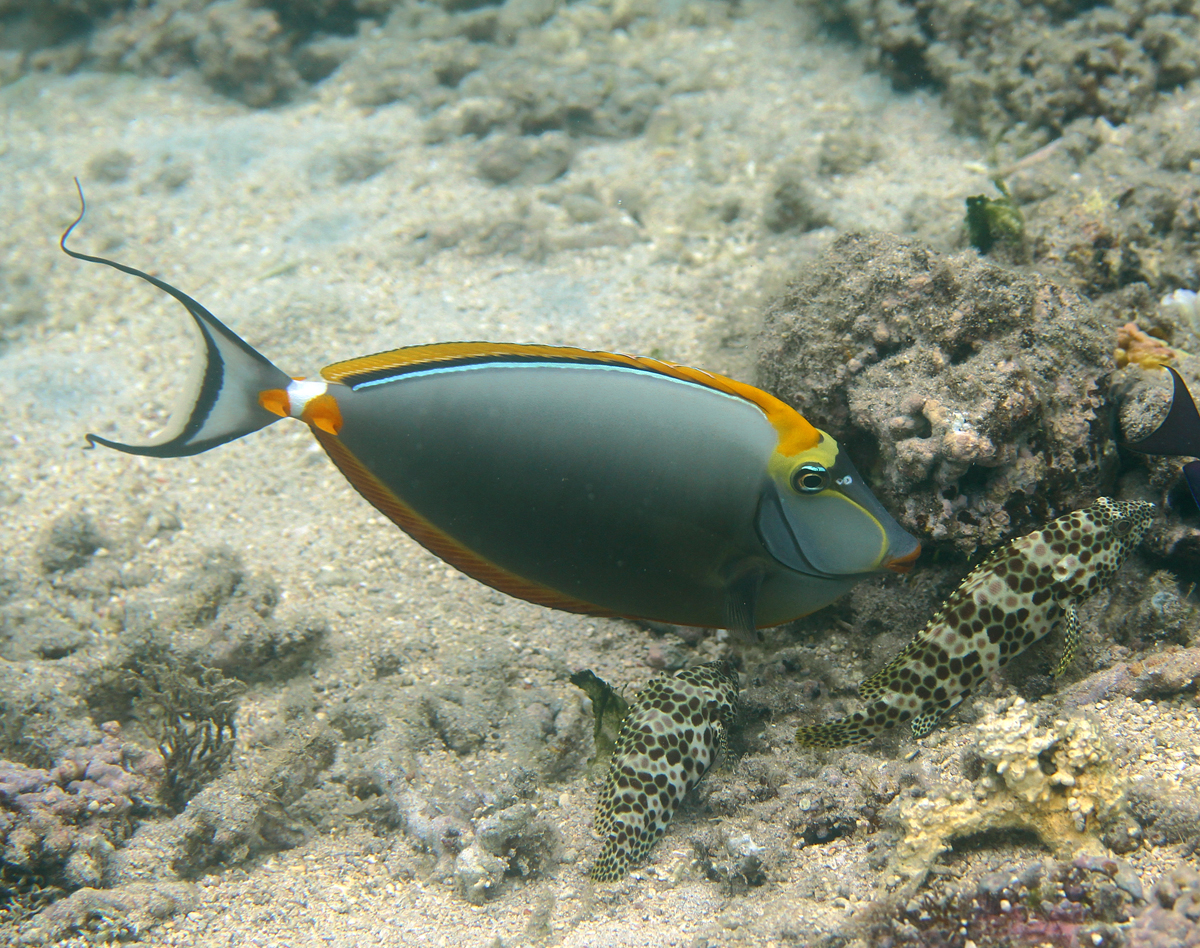
Naso elegans
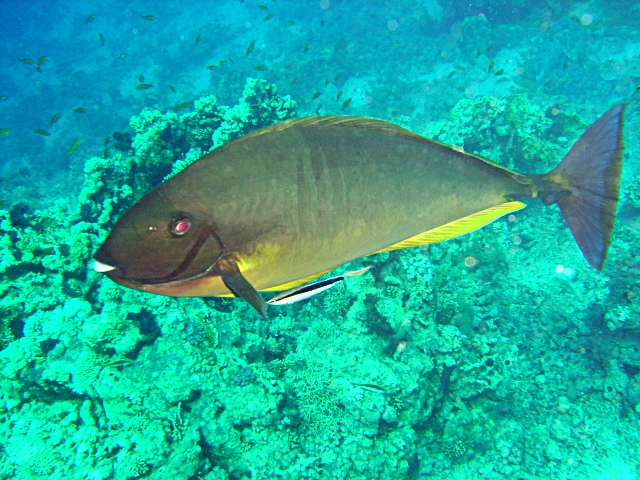
Naso hexacanthus
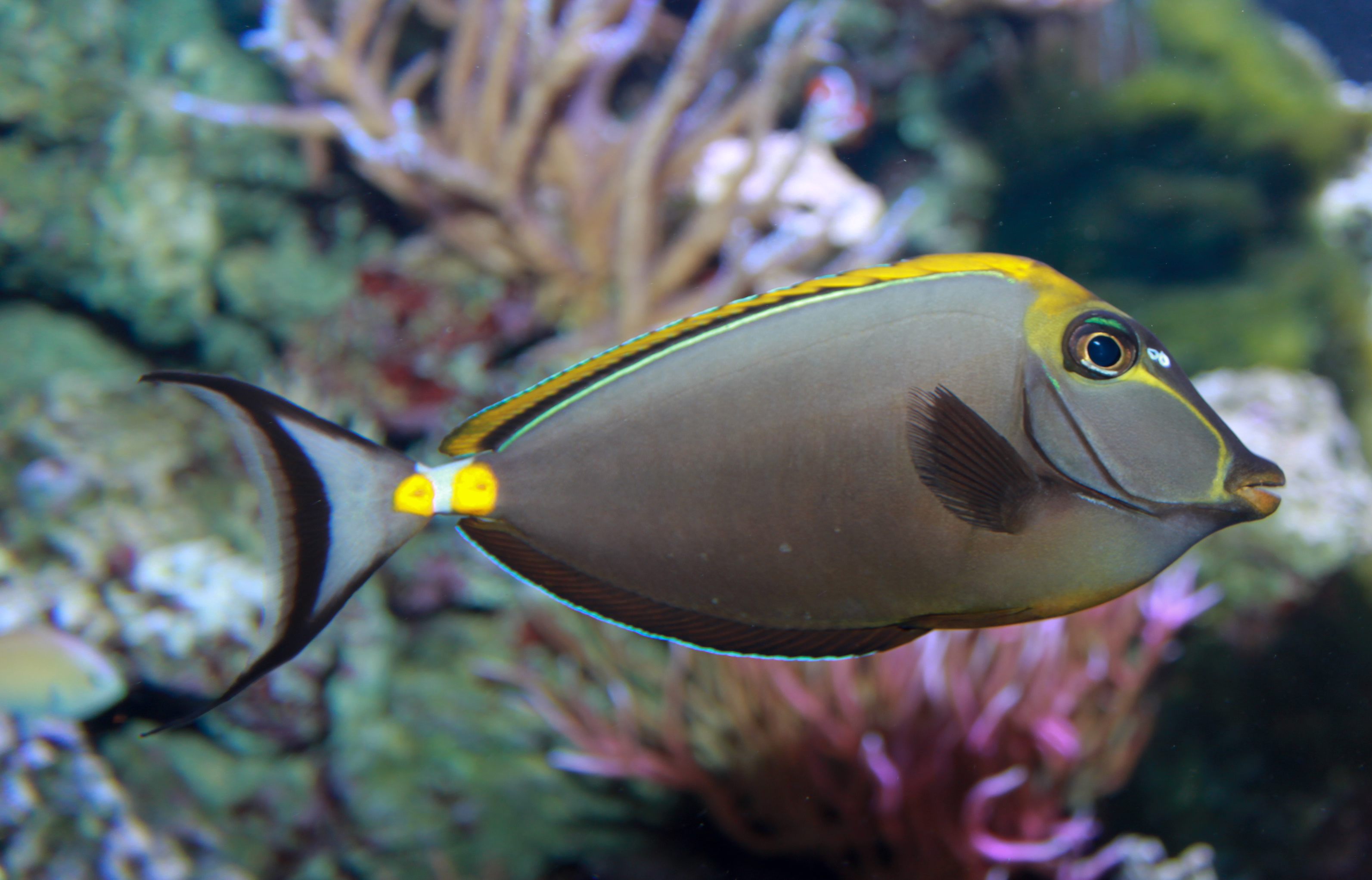
Naso lituratus
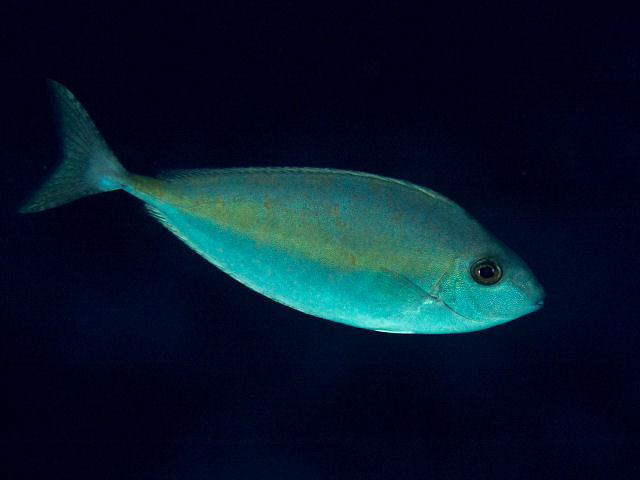
Naso thynnoides
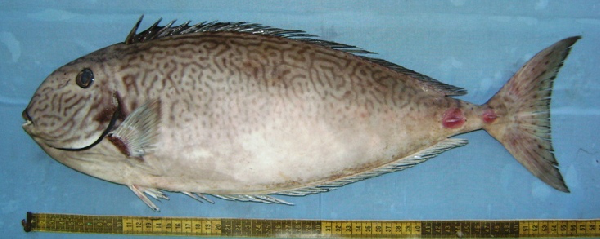
Naso reticulatus
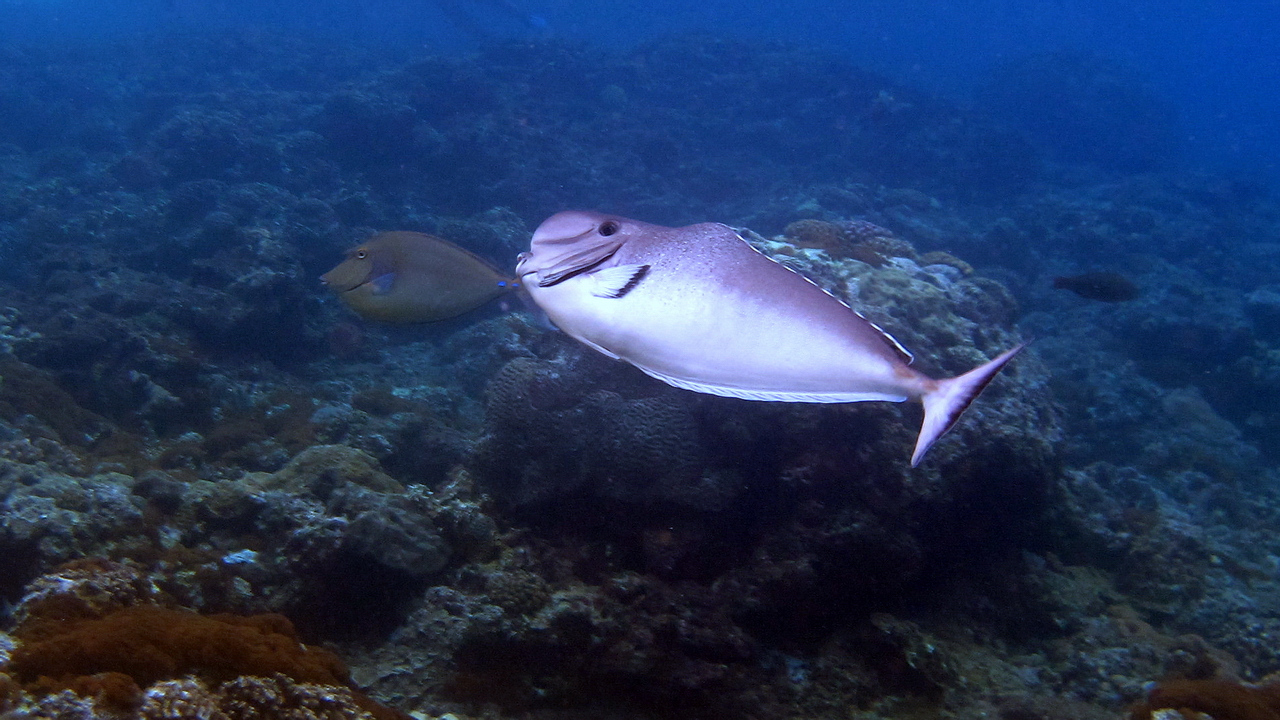
Naso tonganus
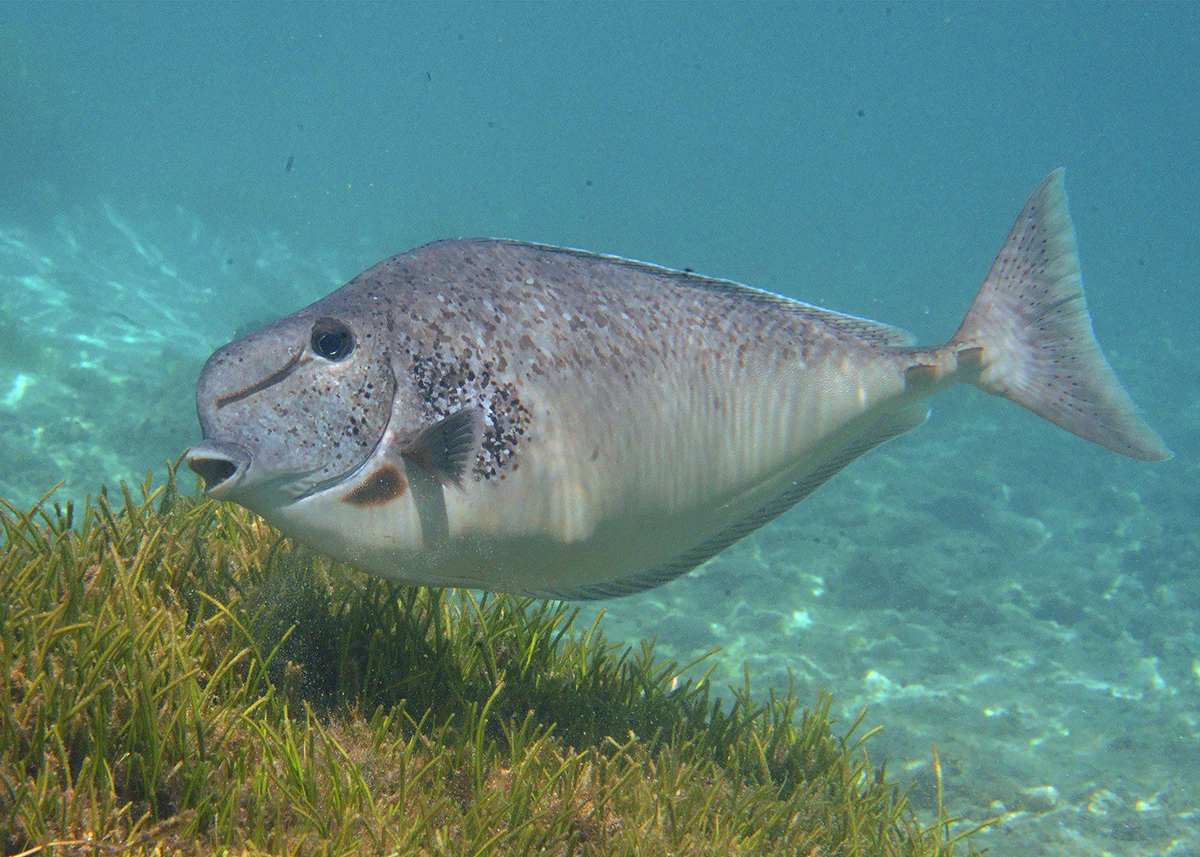
Naso tuberosus
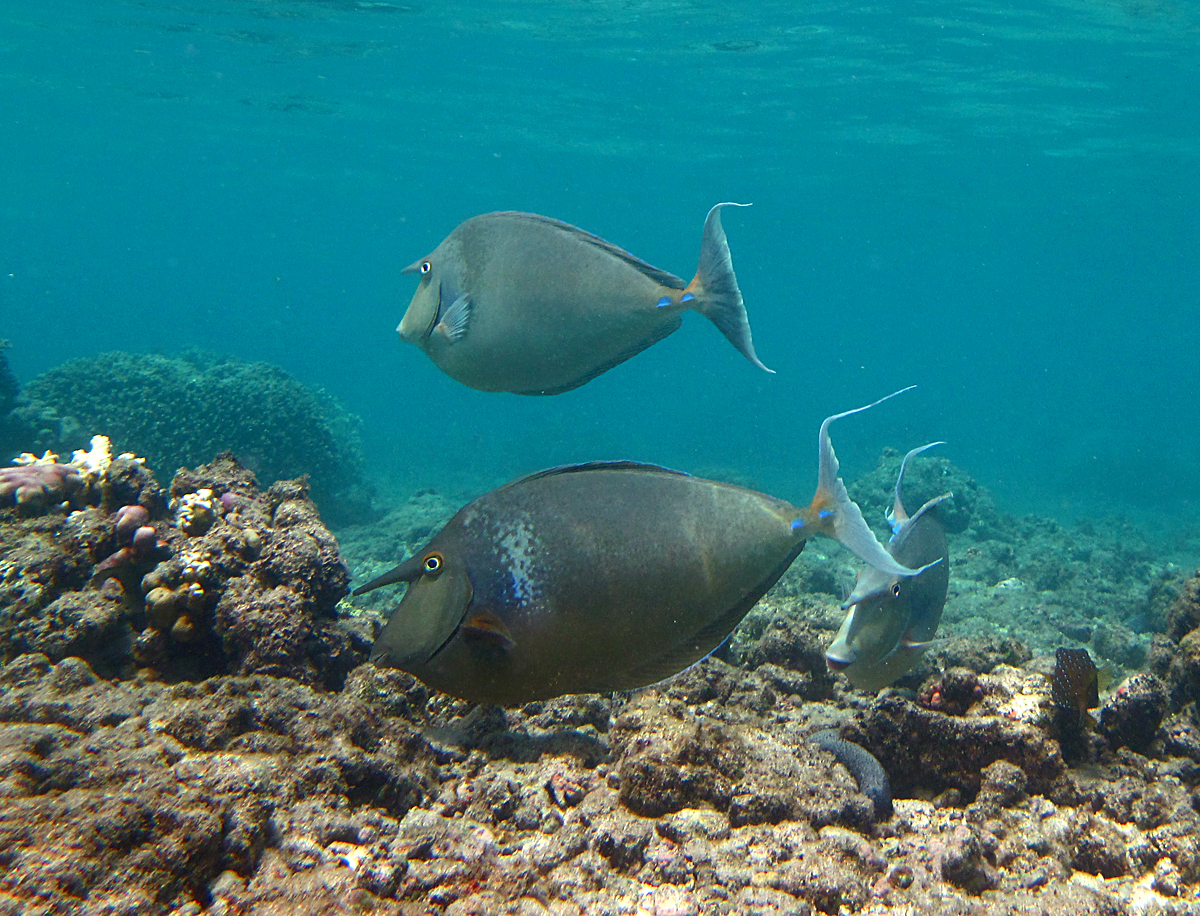
Naso unicornis
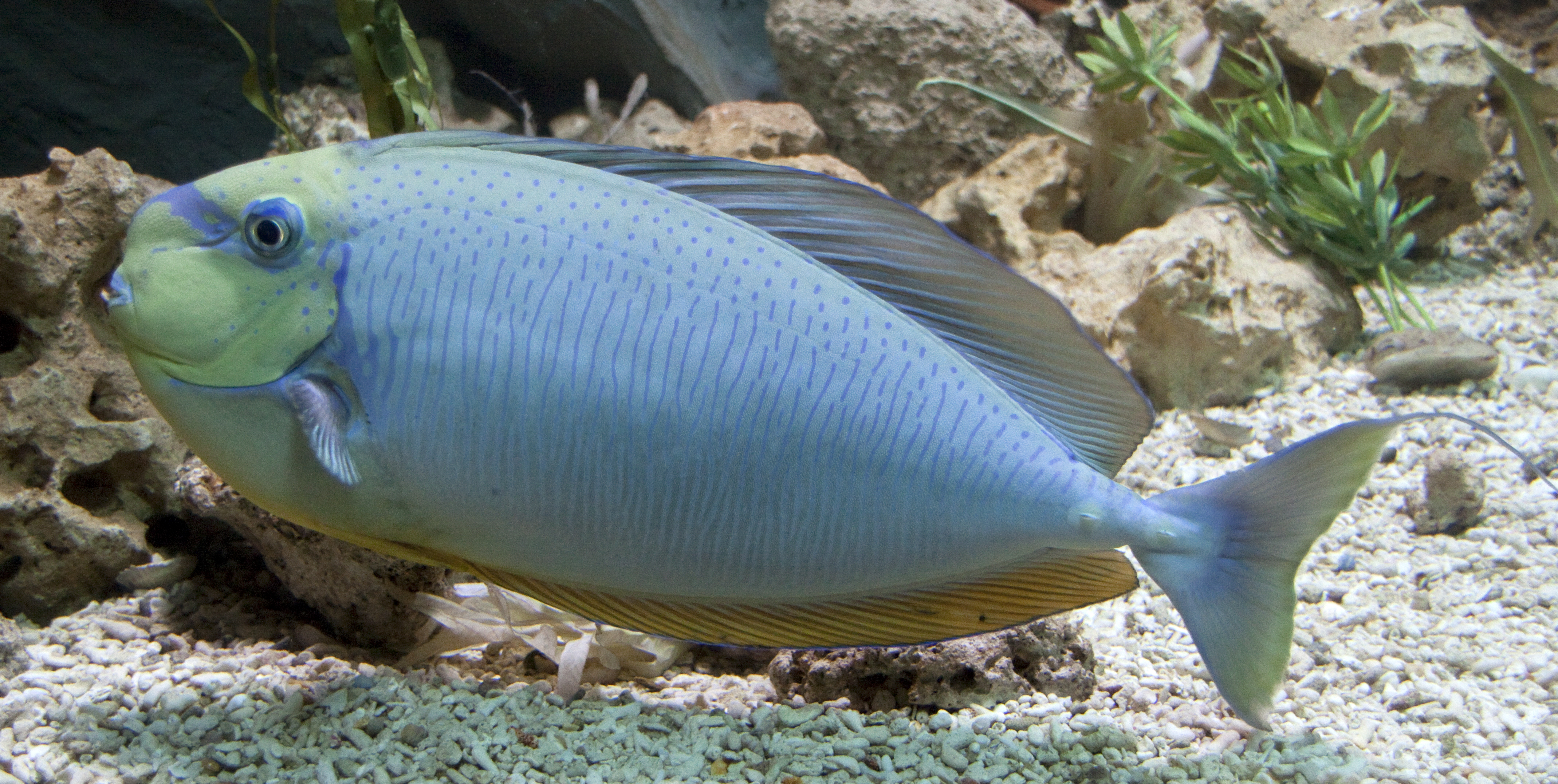
Naso vlamingii

### Trích dẫn
- J. H. Choat; K. D. Clements (1998). "Vertebrate herbivores in marine and terrestrial environments: A nutritional ecology perspective" (PDF). Annual Review of Ecology and Systematics. Quyển 29. tr. 375–403. doi:10.1146/annurev.ecolsys.29.1.375.